# Presles-en-Brie
Pour les articles homonymes, voir Presles.
Presles-en-Brie (prononcé [pʁɛ.l‿ɑ̃ bʁi]) est une commune française située dans le département de Seine-et-Marne en région Île-de-France.

## Géographie

### Localisation
Au cœur de la Brie, le village se situe à 2 km au sud de Gretz-Armainvilliers.

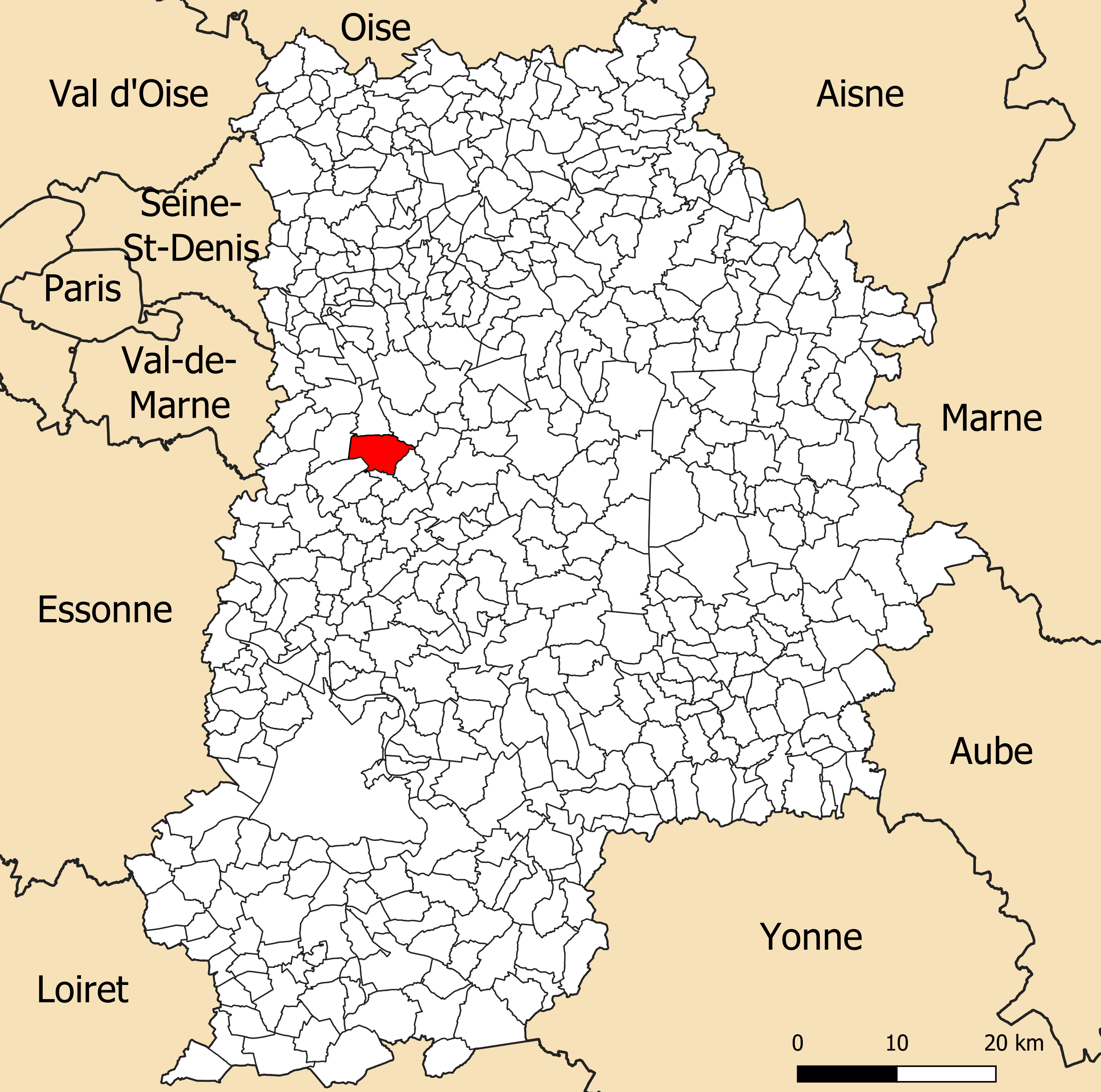
Localisation de la commune de Presles-en-Brie dans le département de Seine-et-Marne

### Communes limitrophes

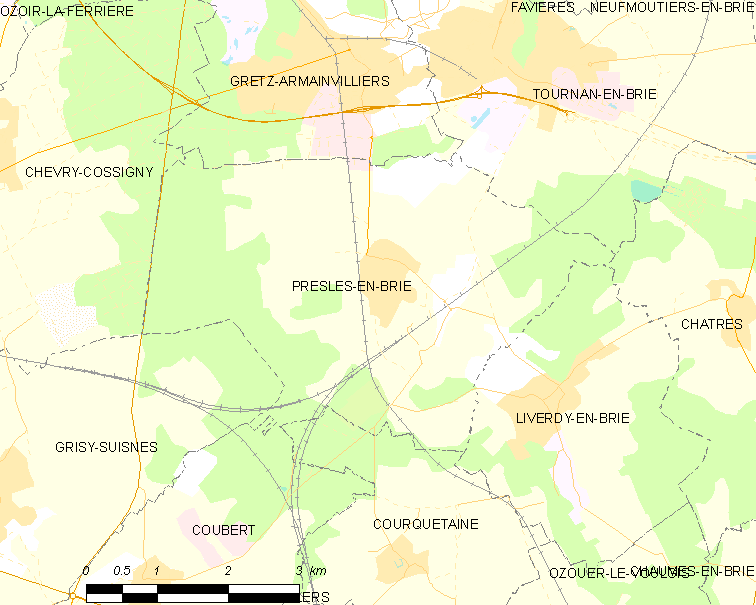
Carte des communes limitrophes de Presles-en-Brie.

|                 | Gretz-Armainvilliers | Tournan-en-Brie |
| Chevry-Cossigny | Presles-en-Brie      | Châtres         |
| Grisy-Suisnes   | Coubert Courquetaine | Liverdy-en-Brie |

### Hydrographie

#### Réseau hydrographique

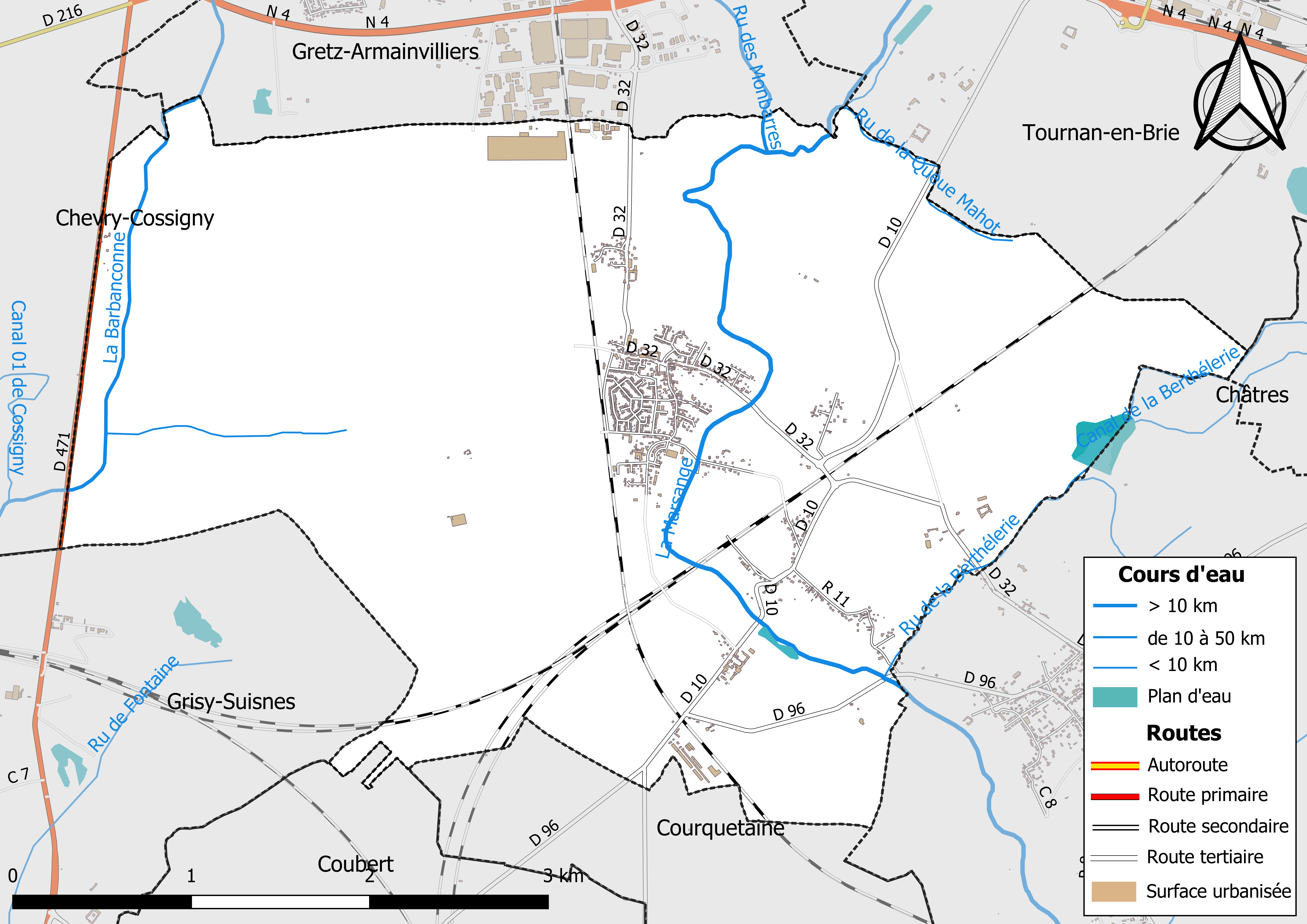
Carte des réseaux hydrographique et routier de Presles-en-Brie.

Le réseau hydrographique de la commune se compose de huit cours d'eau référencés :
- la Marsange, longue de 30,39 km[1], affluent de l'Yerres en rive droite, traverse la commune du nord au sud ; 
  - le ru des Monbarres, 12,66 km[2], et ;
  - le ru de la Queue Mahot, 1,43 km[3], et ;
  - le ru de la Berthélerie (cours d'eau naturel et chenal non navigable), 4,97 km[4], affluents de la Marsange ;
    - le canal de la Berthélerie, 2,30 km[5], et ;
    - le fossé 01 de l'Étang de Tizard, 1,13 km[6], qui confluent avec le ru de la Berthélerie ;
- la rivière Barbançonne, longue de 12,10 km[7], irrigue également l'est de la commune ;
  - le cours d'eau 01 de la Commune de Presles-en-Brie, 1,37 km[8], affluent de la Barbanconne.

La longueur totale des cours d'eau sur la commune est de 11,69 km.

#### Gestion des cours d'eau
Afin d’atteindre le bon état des eaux imposé par la Directive-cadre sur l'eau du 23 octobre 2000, plusieurs outils de gestion intégrée s’articulent à différentes échelles : le SDAGE, à l’échelle du bassin hydrographique, et le SAGE, à l’échelle locale. Ce dernier fixe les objectifs généraux d’utilisation, de mise en valeur et de protection quantitative et qualitative des ressources en eau superficielle et souterraine. Le département de Seine-et-Marne est couvert par six SAGE, au sein du bassin Seine-Normandie.
La commune fait partie du SAGE « Yerres », approuvé le 13 octobre 2011. Le territoire de ce SAGE correspond au bassin versant de l’Yerres, d'une superficie de 1 017 km2, parcouru par un réseau hydrographique de 450 kilomètres de long environ, répartis entre le cours de l’Yerres et ses affluents principaux que sont : le ru de l'Étang de Beuvron, la Visandre, l’Yvron, le Bréon, l’Avon, la Marsange, la Barbançonne, le Réveillon. Le pilotage et l’animation du SAGE sont assurés par le syndicat mixte pour l'assainissement et la gestion des eaux du bassin versant de l’Yerres (SYAGE), qualifié de « structure porteuse ».

### Réseau de communication et transports
Au bord de la RN4, Presles est desservie par les bus 03 et 409 du réseau de bus du Pays Briard.
Les gares les plus proches sont les gares de Gretz et Tournan (Ligne E du RER et ligne P du Transilien).
Le village est traversé par la LGV Interconnexion Est.

### Climat
Pour des articles plus généraux, voir Climat de l'Île-de-France et Climat de Seine-et-Marne.
En 2010, le climat de la commune est de type climat océanique dégradé des plaines du Centre et du Nord, selon une étude du CNRS s'appuyant sur une série de données couvrant la période 1971-2000. En 2020, Météo-France publie une typologie des climats de la France métropolitaine dans laquelle la commune est exposée à un climat océanique altéré et est dans une zone de transition entre les régions climatiques « Sud-ouest du bassin Parisien » et « Nord-est du bassin Parisien ».
Pour la période 1971-2000, la température annuelle moyenne est de 11 °C, avec une amplitude thermique annuelle de 15,3 °C. Le cumul annuel moyen de précipitations est de 714 mm, avec 11,5 jours de précipitations en janvier et 7,9 jours en juillet. Pour la période 1991-2020, la température moyenne annuelle observée sur la station météorologique la plus proche, située sur la commune de Montereau-sur-le-Jard à 15 km à vol d'oiseau, est de 11,6 °C et le cumul annuel moyen de précipitations est de 657,9 mm,. Pour l'avenir, les paramètres climatiques de la commune estimés pour 2050 selon différents scénarios d'émission de gaz à effet de serre sont consultables sur un site dédié publié par Météo-France en novembre 2022.

### Milieux naturels et biodiversité

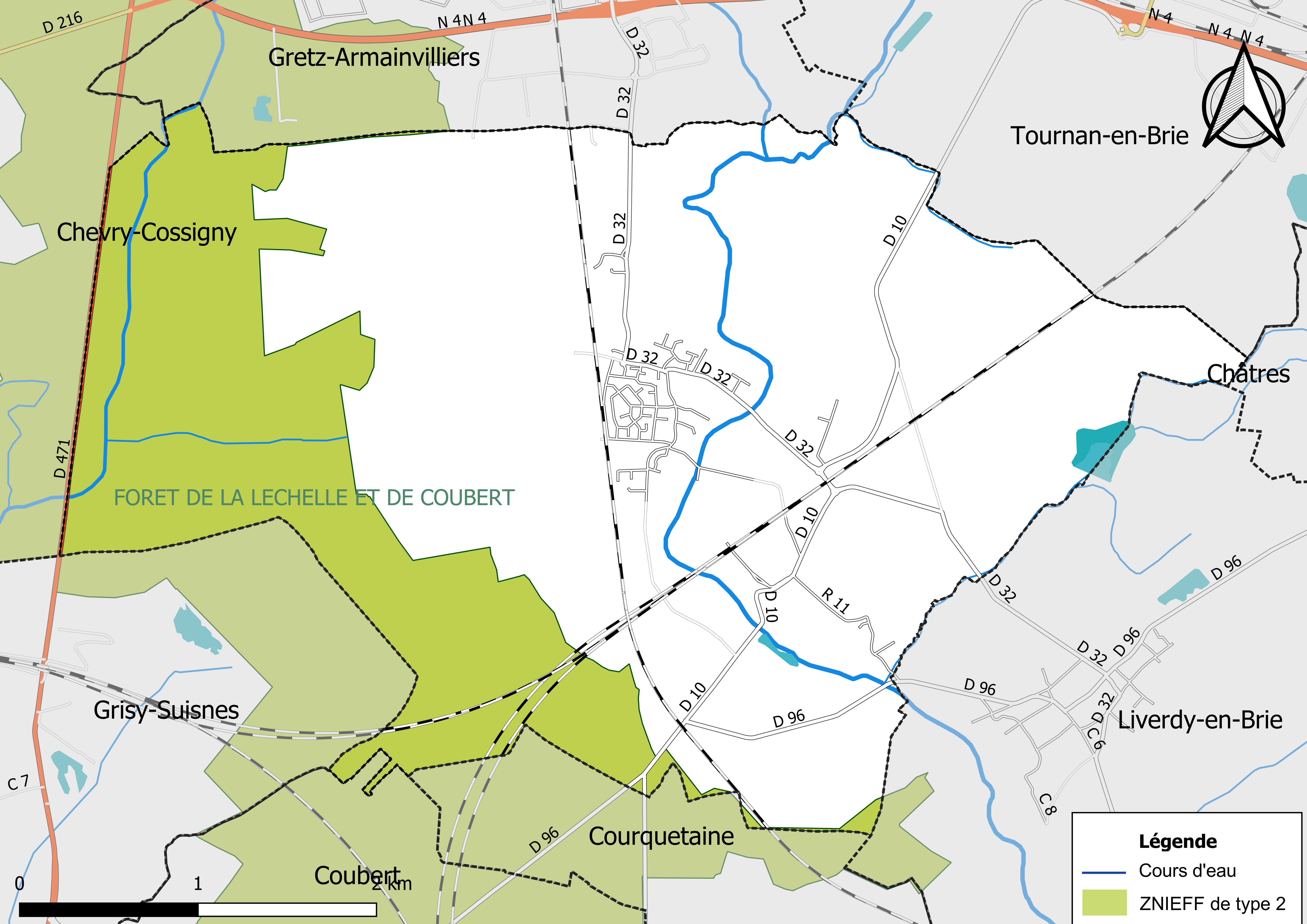
Carte des ZNIEFF de type 2 localisées sur la commune.

L’inventaire des zones naturelles d'intérêt écologique, faunistique et floristique (ZNIEFF) a pour objectif de réaliser une couverture des zones les plus intéressantes sur le plan écologique, essentiellement dans la perspective d’améliorer la connaissance du patrimoine naturel national et de fournir aux différents décideurs un outil d’aide à la prise en compte de l’environnement dans l’aménagement du territoire.
Le territoire communal de Presles-en-Brie comprend une ZNIEFF de type 2,,, 
la « forêt de la Léchelle et de Coubert » (2 069,22 ha), couvrant 9 communes du département.

## Urbanisme

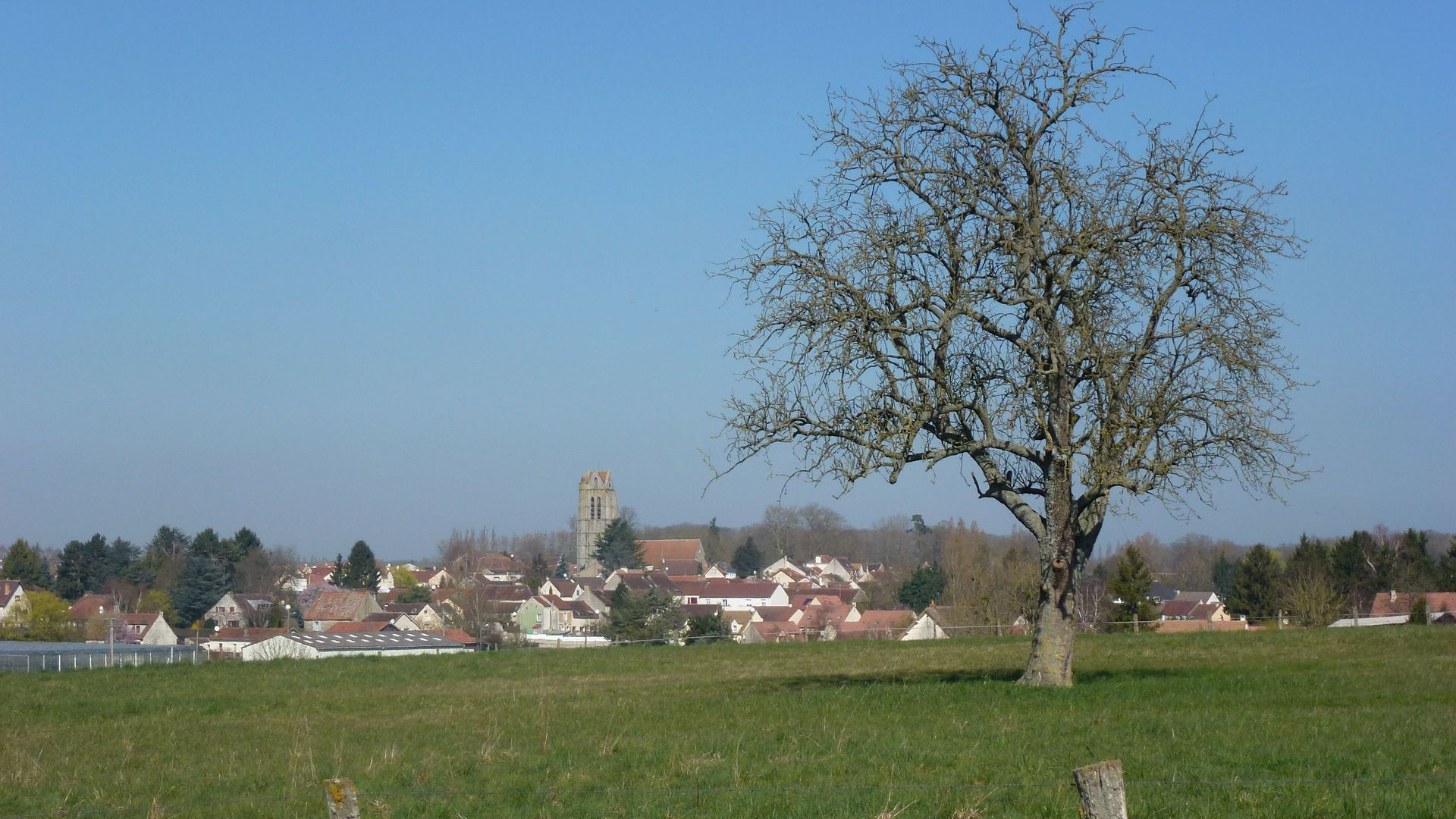
Vue sur Presles-en-Brie.

### Typologie
Au 1er janvier 2024, Presles-en-Brie est catégorisée bourg rural, selon la nouvelle grille communale de densité à sept niveaux définie par l'Insee en 2022.
Elle est située hors unité urbaine. Par ailleurs la commune fait partie de l'aire d'attraction de Paris, dont elle est une commune de la couronne,. Cette aire regroupe 1 929 communes,.

### Lieux-dits et écarts
La commune compte 102 lieux-dits administratifs répertoriés consultables ici dont Autheuil, Gagny, la Brosse, les Fontaines, Villepatour (source : le fichier Fantoir).

### Occupation des sols
L'occupation des sols de la commune, telle qu'elle ressort de la base de données européenne d’occupation biophysique des sols Corine Land Cover (CLC), est marquée par l'importance des territoires agricoles (58,6 % en 2018), en diminution par rapport à 1990 (59,5 %). La répartition détaillée en 2018 est la suivante : 
terres arables (52,1% ), forêts (34,2% ), zones urbanisées (4% ), zones agricoles hétérogènes (3,7% ), prairies (2,8% ), milieux à végétation arbustive et/ou herbacée (2% ), zones industrielles ou commerciales et réseaux de communication (1,3 %).
Parallèlement, L'Institut Paris Région, agence d'urbanisme de la région Île-de-France, a mis en place un inventaire numérique de l'occupation du sol de l'Île-de-France, dénommé le MOS (Mode d'occupation du sol), actualisé régulièrement depuis sa première édition en 1982. Réalisé à partir de photos aériennes, le Mos distingue les espaces naturels, agricoles et forestiers mais aussi les espaces urbains (habitat, infrastructures, équipements, activités économiques, etc.) selon une classification pouvant aller jusqu'à 81 postes, différente de celle de Corine Land Cover,,. L'Institut met également à disposition des outils permettant de visualiser par photo aérienne l'évolution de l'occupation des sols de la commune entre 1949 et 2018.

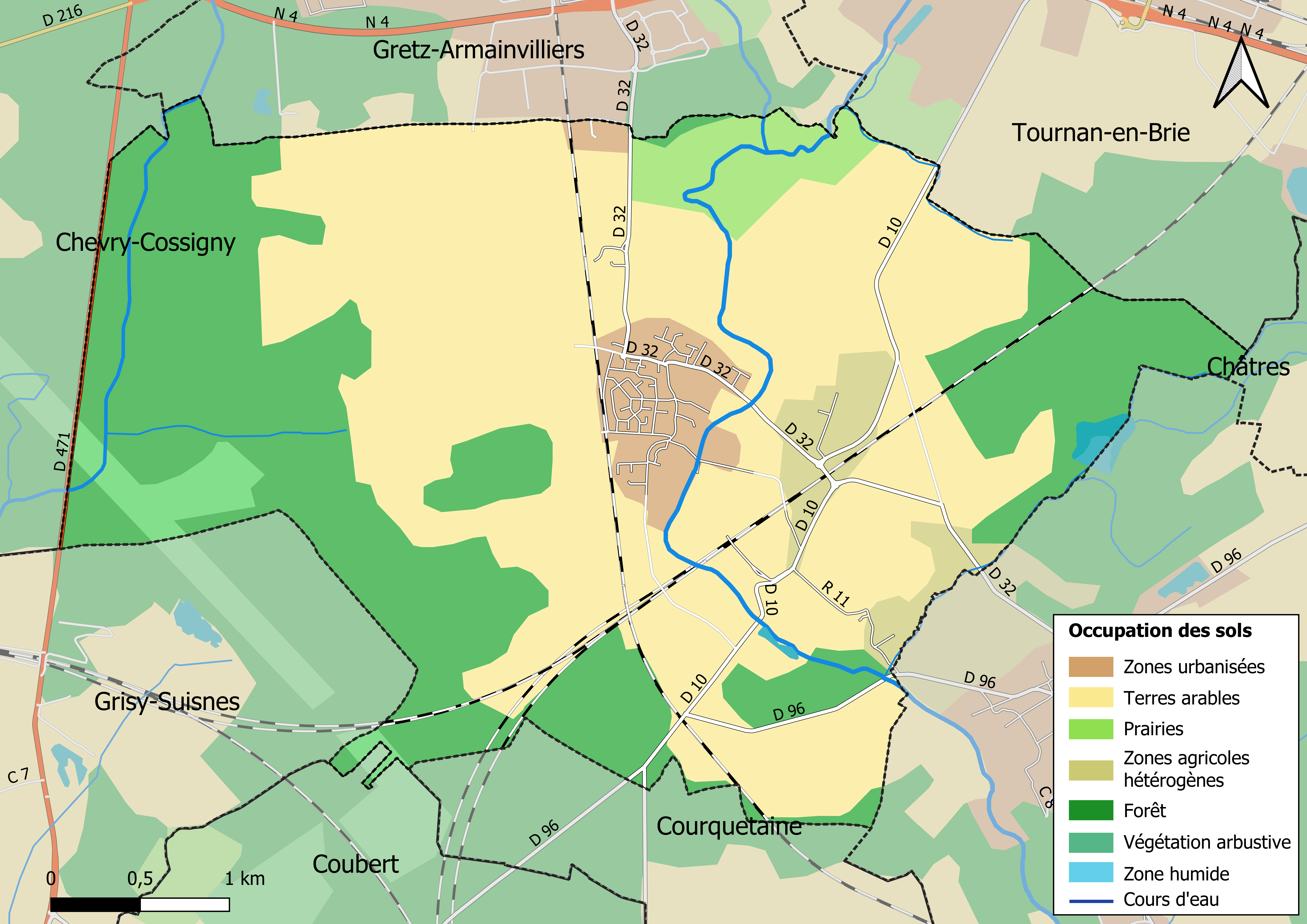
Carte des infrastructures et de l'occupation des sols en 2018 (CLC) de la commune.
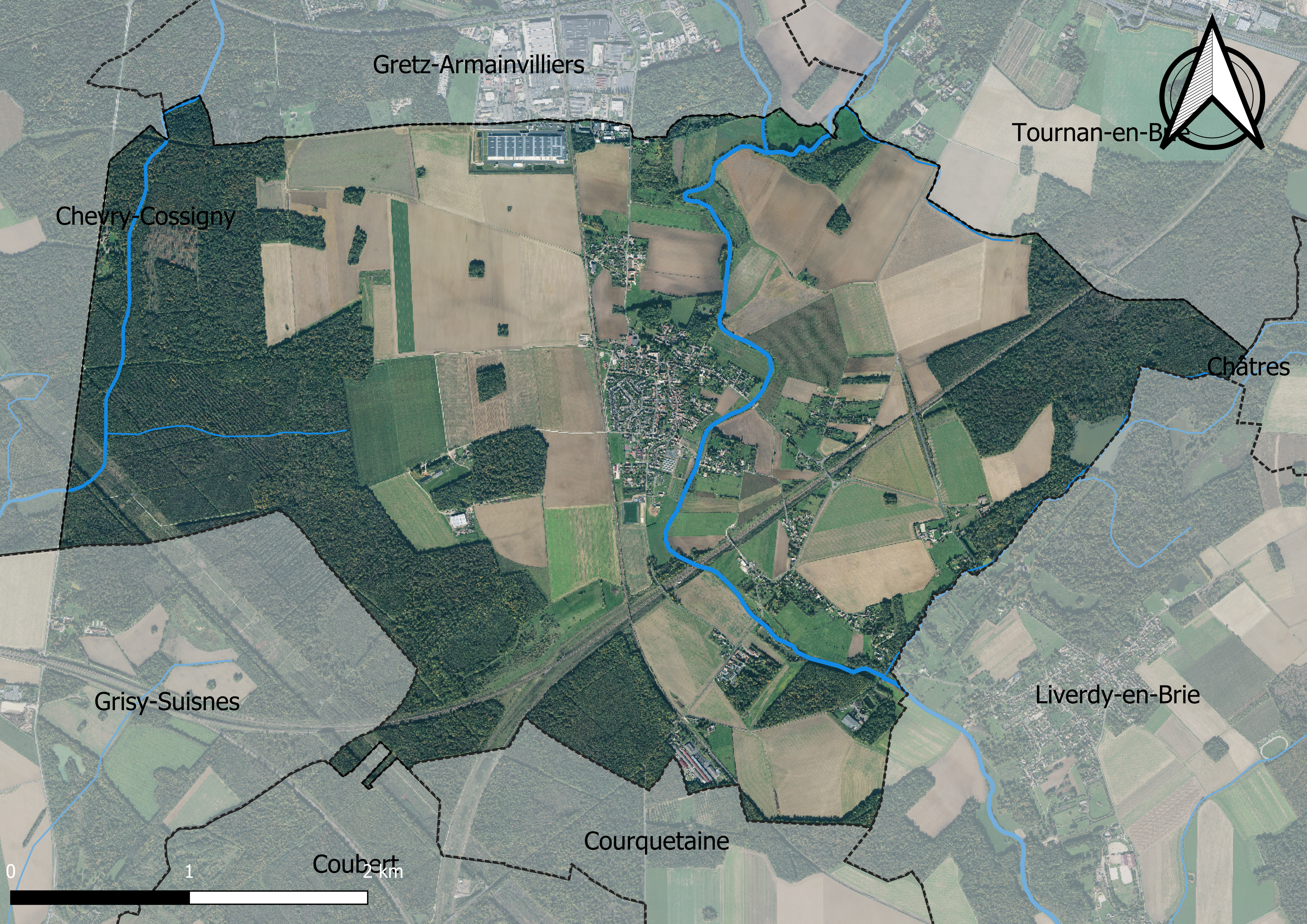
Carte orhophotogrammétrique de la commune.

### Planification
La commune disposait en 2019 d'un plan local d'urbanisme approuvé. Le zonage réglementaire et le règlement associé peuvent être consultés sur le Géoportail de l'urbanisme.

### Logement
En 2017, le nombre total de logements dans la commune était de 900 dont 84,6 % de maisons et 15 % d'appartements.
Parmi ces logements, 93,7 % étaient des résidences principales, 1,4 % des résidences secondaires et 4,9 % des logements vacants.
La part des ménages fiscaux propriétaires de leur résidence principale s'élevait à 78,3 % contre 20,1 % de locataires dont, 0,5 % de logements HLM loués vides (logements sociaux) et, 1,6 % logés gratuitement.

## Toponymie
Le nom de la localité est mentionné sous les formes Praticum au IXe siècle, Ecclesia de Praeriis vers 1150 ; Praheriae en 1182 ; Praieres vers 1222 (Livre des vassaux) ; Praesles en 1276 ; Parrochia de Praeriis en 1289 ; Praelles en 1347 ; Praelles lez Tournan en Brie en 1364 ; Presles en Brye en 1579.
Il s'agit d'une formation toponymique médiévale fondée sur l'ancien français praerie, praierie « prairie », mot issu du latin pratum « pré », suivi du suffixe -arium, remplacé par -alia (latin pratalia).
En 1915, la commune, jusqu'alors nommée Presles, devient Presles-en-Brie. Cette modification est faite pour montrer l'attachement de la commune à la région et pour la différencier des autres communes homonymes.

## Histoire
Les informations de cette section sont issues d'un site web.

### Préhistoire
La découverte de silex (haches et lames) datant du Néolithique témoignent de la présence d'une population bien avant l'Âge du bronze.

### Moyen Âge
Après la découverte récente d'un habitat datant de l'époque mérovingienne, les documents les plus anciens retraçant l'histoire du village de Presles-en-Brie remontent au temps des Capétiens. La commune est caractéristique des campagnes briardes, bâtie autour d'une église romane en pierre.
La construction de l'église Notre-Dame-de-l'Assomption aurait été effectuée au cours du XIIIe siècle. Toutefois, la présence d'appareillage en Opus Spicatum (dispositions de pierres en épis de blé sur le côté droit du portail) est caractéristique des constructions réalisées bien plus tôt du IXe au XIe siècle. Il est fait état de deux nefs du XIIIe siècle, dont les piliers rectangulaires reposeraient sur des bases carrées datées du XIe siècle. Le portail serait, quant à lui, daté du XIIe siècle, mais son origine reste encore une énigme, car en parfaite contradiction avec son environnement. La tour de grès qui y est accolée aurait été bâtie bien après la construction principale, vers la fin du XVe, début du XVIe siècle.
Cette église est l'un des témoignages principaux de l'histoire passée de la commune. On y trouve aujourd'hui encore, de nombreuses gargouilles, culs-de-lampe et tombeaux.

### XVIIe–XIXesiècles
Trois cloches ont été fondues au XVIIe siècle pour l'église : Marie Élisabeth en 1713, Maire Anne Josèphe en 1727 et Françoise en 1776.
À la Révolution française, la commune compte 550 habitants. Durant cette période, Presles sort de l'anonymat par le biais d'une riche famille de la noblesse française : les comtes et marquis de Jaucourt. Ils se  domicilient au château de Presles (aujourd'hui détruit) jusqu'au XXe siècle.
Sous le Premier Empire, la légende dit que Napoléon serait passé par la commune, et qu'un soldat russe se serait noyé dans un lac. Depuis, ce lac se nomme Mare aux Russes.
Napoléon Ier aurait également surveillé la bataille de Mormant du haut du clocher de l'église.
En 1834, tout comme le reste de la région, la commune est frappée par l'épidémie de choléra.
Au XIXe siècle, Presles est un village prospère. Des arbres fruitiers, notamment de la vigne, sont cultivés le long de la Marsange. Le 25 avril 1857, la gare de Presles est construite au hameau de Villepatour. Elle se situe sur la ligne de Paris-Est à Mulhouse-Ville.
La guerre franco-prussienne de 1870 frappe la commune. De nombreux combats eurent lieu sur son territoire.
En 1889 est ouverte une scierie qui débite le arbres en planches, qui sont ensuite expédiées vers Paris. La scierie Mondloque de Villepatour ferme vers 1930.

### XXesiècle
Entre 1911 et 1914, la famille Jaucourt vend son château à monsieur Paillet, qui, lui-même le revend à un Polonais du nom d'Anders, qui disparaît sans laisser de traces. À la fin de la Seconde Guerre mondiale, le château est placé sous tutelle du consulat de Pologne. En 1959, le maire Pierre Boullery fraîchement élu tente de faire racheter le domaine par la commune, mais cela se solde par un échec car la vente nécessite l'accord du propriétaire, introuvable. Trente ans après, le château devient propriété du consulat, qui le vend à un promoteur. Ce dernier le fait détruire.
Les années 1960 sont pour Presles une période de prospérité, à l'image des Trente Glorieuses. La commune possède une caserne de pompiers et une gare. Le lotissement de la Marsange est construit, agrandissant considérablement la commune. L'école des Quatre -Vents est construite.
Dans les années 1980, un projet de construction d'un golf est établi, les travaux débutent mais le projet est abandonné. L'école incluse dans le projet est tout de même construite, financée par le promoteur. Après des années de procédures judiciaires, la mairie remporte le procès contre le promoteur qui réclamait le remboursement des travaux de l'école.

## Politique et administration

### Rattachements administratifs et électoraux
Presles-en-Brie se trouve dans le département de Seine-et-Marne. Rattachée depuis la Révolution française à l'arrondissement de Melun, elle intègre le 1er janvier 2017 l'arrondissement de Provins afin de faire coïncider les limites d'arrondissement et celles des intercommunalités.
Pour l'élection des députés, elle fait partie depuis 2012 de la troisième circonscription de Seine-et-Marne.
Presles-en-Brie appartenait depuis 1793 du canton de Tournan-en-Brie. Dans le cadre du redécoupage cantonal de 2014 en France, [elle est désormais rattachée au canton de Fontenay-Trésigny.

### Intercommunalité
Presles-en-Brie faisait partie de la communauté de communes du Val Bréon, créée en 1995.
Dans le cadre des dispositions de la loi portant nouvelle organisation territoriale de la République (Loi NOTRe) du 7 août 2015, qui prévoit que les établissements publics de coopération intercommunale (EPCI) à fiscalité propre doivent avoir un minimum de 15 000 habitants (et 5 000 habitants en zone de montagnes), le préfet de Seine-et-Marne a approuvé un nouveau schéma départemental de coopération intercommunale (SDCI) qui prévoit notamment la fusion de la  communauté de communes de la Brie boisée, de la communauté de communes du Val Bréon et de la communauté de communes les Sources de l'Yerres, avec rattachement de la commune de Courtomer. Cette fusion entraîne d'importantes tensions entre les présidents de la CCVB et la CCCB.
Par arrêté préfectoral du 23 décembre 2016, le Val Bréon fusionne le 1er janvier 2017 avec d'autres communautés de communes pour former la nouvelle intercommunalité du Val Briard, dont la commune est désormais membre.

### Liste des maires
| Période                                  | Période   | Identité                     | Étiquette         | Qualité |
| ---------------------------------------- | --------- | ---------------------------- | ----------------- | --- |
| Les données manquantes sont à compléter. |           |                              |                   | |
| 1804                                     | 1808      | M. Lepape                    |                   | |
| 1809                                     | 1817      | Baudin de Saint-Laurent.     |                   | |
| 1819                                     | 1830      | O. de Montigny               |                   | |
| 1831                                     |           | Jean François Monjovis       |                   | Comte de Montigny Jaucourt, marchand de vins                                                                                             |
| 1834                                     |           | Charles de Montigny-Jaucourt |                   | Comte, propriétaire |
| 1836                                     |           | Comte de Montigny Jaucourt   |                   | |
| 1837                                     | 1855      | Charles de Montigny Jaucourt |                   | Propriétaire, maître de requête |
| 1855                                     |           | Pierre Levesque              |                   | Propriétaire Adjoint, supplée le maire absent                                                                                            |
| 1870                                     | 1871      | Armand, baron de Machau      |                   | Cultivateur |
| 1871                                     | 1878      | Pierre François Levesque     |                   | Comte de Jaucourt Secrétaire d’Ambassade                                                                                                 |
| 1878                                     |           | M. Lepape                    |                   | |
|                                          |           |                              |                   | |
| 1932                                     | 1947      | Albert Paillet               |                   | |
| octobre 1947                             | mars 1959 | Marcel Poisson               |                   | |
| mars 1959                                | 1968      | Pierre Boullery              |                   | |
| 1968                                     | mars 1971 | François Legendre            |                   | Cultivateur |
| mars 1971                                | 1972      | Jacques Munier               |                   | |
| 1972                                     | mars 1989 | François Legendre            |                   | Cultivateur |
| mars 1989                                | En cours  | M. Dominique Rodriguez       | UDF puis UMP → LR | Chef d'entreprise retraité Vice-président de la CC du Val Briard (2017 → ) Président du SIETOM de Tournan Réélu pour le mandat 2014-2020 |

### Jumelages
La commune de Presles en Bire n'est jumelée avec aucune ville internationale ou française

## Équipements et services

### Eau et assainissement
L’organisation de la distribution de l’eau potable, de la collecte et du traitement des eaux usées et pluviales relève des communes. La loi NOTRe de 2015 a accru le rôle des EPCI à fiscalité propre en leur transférant cette compétence. Ce transfert devait en principe être effectif au 1er janvier 2020, mais la loi Ferrand-Fesneau du 3 août 2018 a introduit la possibilité d’un report de ce transfert au 1er janvier 2026,.

#### Assainissement des eaux usées
En 2020, la commune de Presles-en-Brie gère le service d’assainissement collectif (collecte et ) en régie directe, c’est-à-dire avec ses propres personnels.
L’assainissement non collectif (ANC) désigne les installations individuelles de traitement des eaux domestiques qui ne sont pas desservies par un réseau public de collecte des eaux usées et qui doivent en conséquence traiter elles-mêmes leurs eaux usées avant de les rejeter dans le milieu naturel. Le Syndicat mixte Centre Brie pour l'ANC (SMCBANC) assure pour le compte de la commune le service public d'assainissement non collectif (SPANC), qui a pour mission de vérifier la bonne exécution des travaux de réalisation et de réhabilitation, ainsi que le bon fonctionnement et l’entretien des installations,.

#### Eau potable
En 2020, l'alimentation en eau potable est assurée par le SMAEP de la région de Tournan-en-Brie qui en a délégué la gestion à l'entreprise Suez, dont le contrat expire le 11 mars 2031,,.

## Population et société

### Démographie
L'évolution du nombre d'habitants est connue à travers les recensements de la population effectués dans la commune depuis 1793. Pour les communes de moins de 10 000 habitants, une enquête de recensement portant sur toute la population est réalisée tous les cinq ans, les populations de référence des années intermédiaires étant quant à elles estimées par interpolation ou extrapolation. Pour la commune, le premier recensement exhaustif entrant dans le cadre du nouveau dispositif a été réalisé en 2005.

En 2022, la commune comptait 2 342 habitants, en évolution de +1,74 % par rapport à 2016 (Seine-et-Marne : +3,92 %, France hors Mayotte : +2,11 %).
| 1793 | 1800 | 1806 | 1821 | 1831 | 1836 | 1841 | 1846 | 1851 |
| ---- | ---- | ---- | ---- | ---- | ---- | ---- | ---- | ---- |
| 551  | 559  | 562  | 603  | 637  | 660  | 666  | 642  | 643  |

| 1856 | 1861 | 1866 | 1872 | 1876 | 1881 | 1886 | 1891 | 1896 |
| ---- | ---- | ---- | ---- | ---- | ---- | ---- | ---- | ---- |
| 654  | 697  | 654  | 611  | 584  | 561  | 487  | 525  | 540  |

| 1901 | 1906 | 1911 | 1921 | 1926 | 1931 | 1936 | 1946 | 1954 |
| ---- | ---- | ---- | ---- | ---- | ---- | ---- | ---- | ---- |
| 508  | 480  | 474  | 423  | 498  | 511  | 427  | 472  | 614  |

| 1962 | 1968 | 1975  | 1982  | 1990  | 1999  | 2005  | 2006  | 2010  |
| ---- | ---- | ----- | ----- | ----- | ----- | ----- | ----- | ----- |
| 628  | 596  | 1 506 | 1 526 | 1 620 | 1 680 | 1 976 | 2 041 | 2 249 |

| 2015  | 2020  | 2022  | - | - | - | - | - | - |
| ----- | ----- | ----- | - | - | - | - | - | - |
| 2 227 | 2 310 | 2 342 | - | - | - | - | - | - |

### Équipements
- École maternelle et élémentaire Maurice-André
- Centre de loisirs
- Terrain de basket-ball
- Terrains de football
- Stade Bixente-Lizarazu, doté d'un terrain synthétique et inauguré en 2017[62]
- Courts de tennis
- Bibliothèque municipale
- Salle polyvalente
- Associations : atelier poterie, chorale, danse et gymnastique, école de dessin, comité de jumelage, école de musique et de chant, société préloise d'histoire, judo, randonnées, presloisir tandem, tennis, yoga, football.

### Manifestations culturelles et festivités
- Fête de la pomme chaque année le deuxième dimanche d'octobre, dont la 27e édition a eu lieu en 2017[63].
- Brocante/vide-grenier le 1er mai
- Fête des Arts chaque année autour de la fête de la musique.

## Économie
- Grandes exploitations agricoles.
- Zone d'activités : gardiennages de véhicules de loisirs, fournisseur de bois.
- Commerces : épicerie-bar-tabac-presse-restaurant, coiffeur, boulangerie, médecin généraliste.

### Agriculture
Presles-en-Brie est dans la petite région agricole dénommée la « Brie boisée », une partie de la Brie autour de Tournan-en-Brie. En 2010, l'orientation technico-économique de l'agriculture sur la commune est diverses cultures (hors céréales et oléoprotéagineux, fleurs et fruits).
Si la productivité agricole de la Seine-et-Marne se situe dans le peloton de tête des départements français, le département enregistre un double phénomène de disparition des terres cultivables (près de 2 000 ha par an dans les années 1980, moins dans les années 2000) et de réduction d'environ 30 % du nombre d'agriculteurs dans les années 2010. Cette tendance se retrouve au niveau de la commune où le nombre d’exploitations est passé de 11 en 1988 à 9 en 2010. Parallèlement, la taille de ces exploitations augmente, passant de 71 ha en 1988 à 85 ha en 2010.
Le tableau ci-dessous présente les principales caractéristiques des exploitations agricoles de Presles-en-Brie, observées sur une période de 22 ans : 
|                                      | 1988 | 2000 | 2010 |
| ------------------------------------ | ---- | ---- | ---- |
| Dimension économique,                |      |      |      |
| Nombre d’exploitations (u)           | 11   | 8    | 9    |
| Travail (UTA)                        | 39   | 14   | 22   |
| Surface agricole utilisée (ha)       | 784  | 744  | 768  |
| Cultures                             |      |      |      |
| Terres labourables (ha)              | 752  | 719  | 761  |
| Céréales (ha)                        | 482  | 442  | 418  |
| dont blé tendre (ha)                 | 329  | 295  | 350  |
| dont maïs-grain et maïs-semence (ha) | 108  | s    | s    |
| Tournesol (ha)                       | 36   |      |      |
| Colza et navette (ha)                | 63   | 117  | 216  |
| Élevage                              |      |      |      |
| Cheptel (UGBTA)                      | 88   | 37   | 98   |

## Culture locale et patrimoine

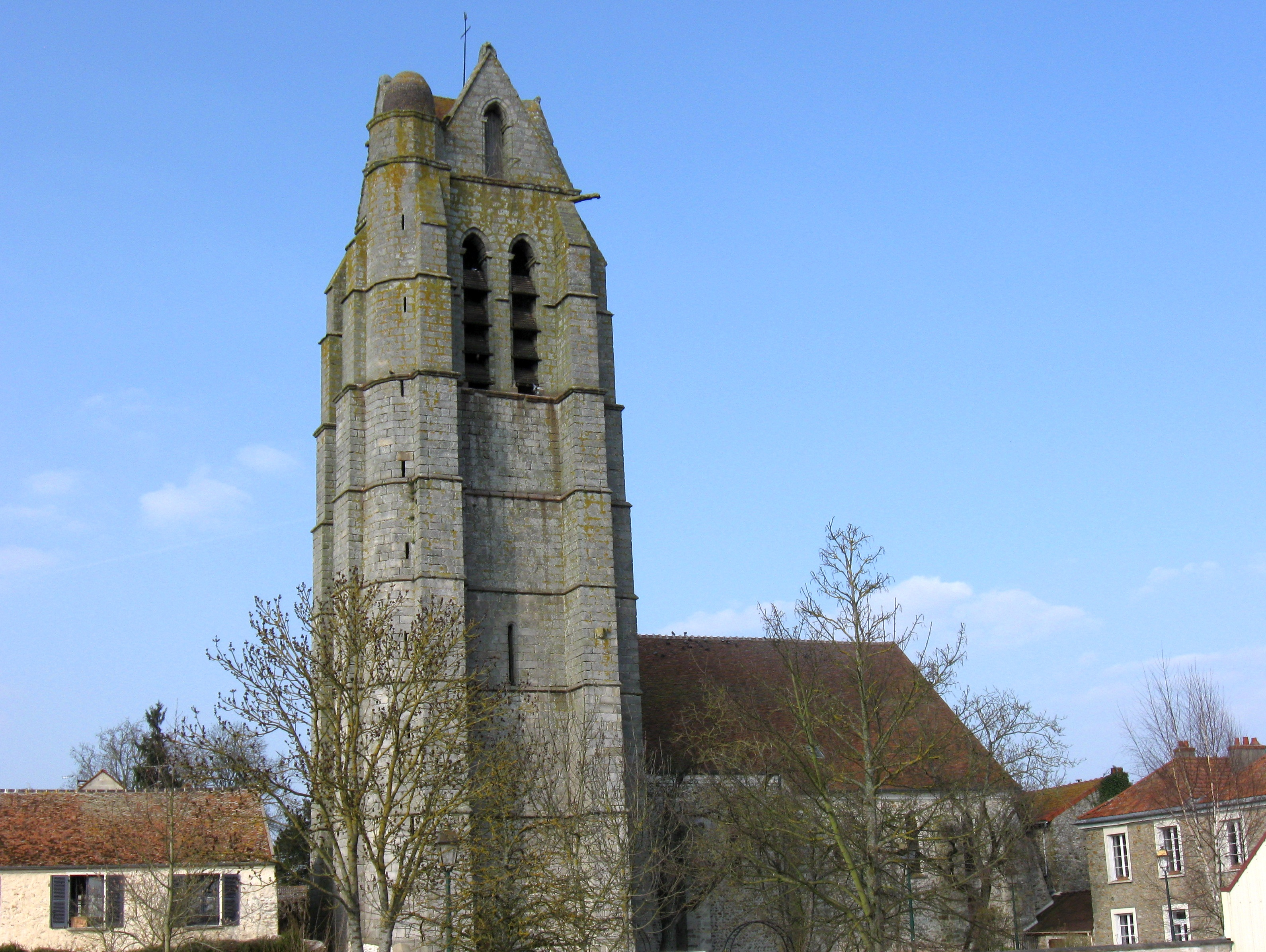
L'église Notre-Dame.

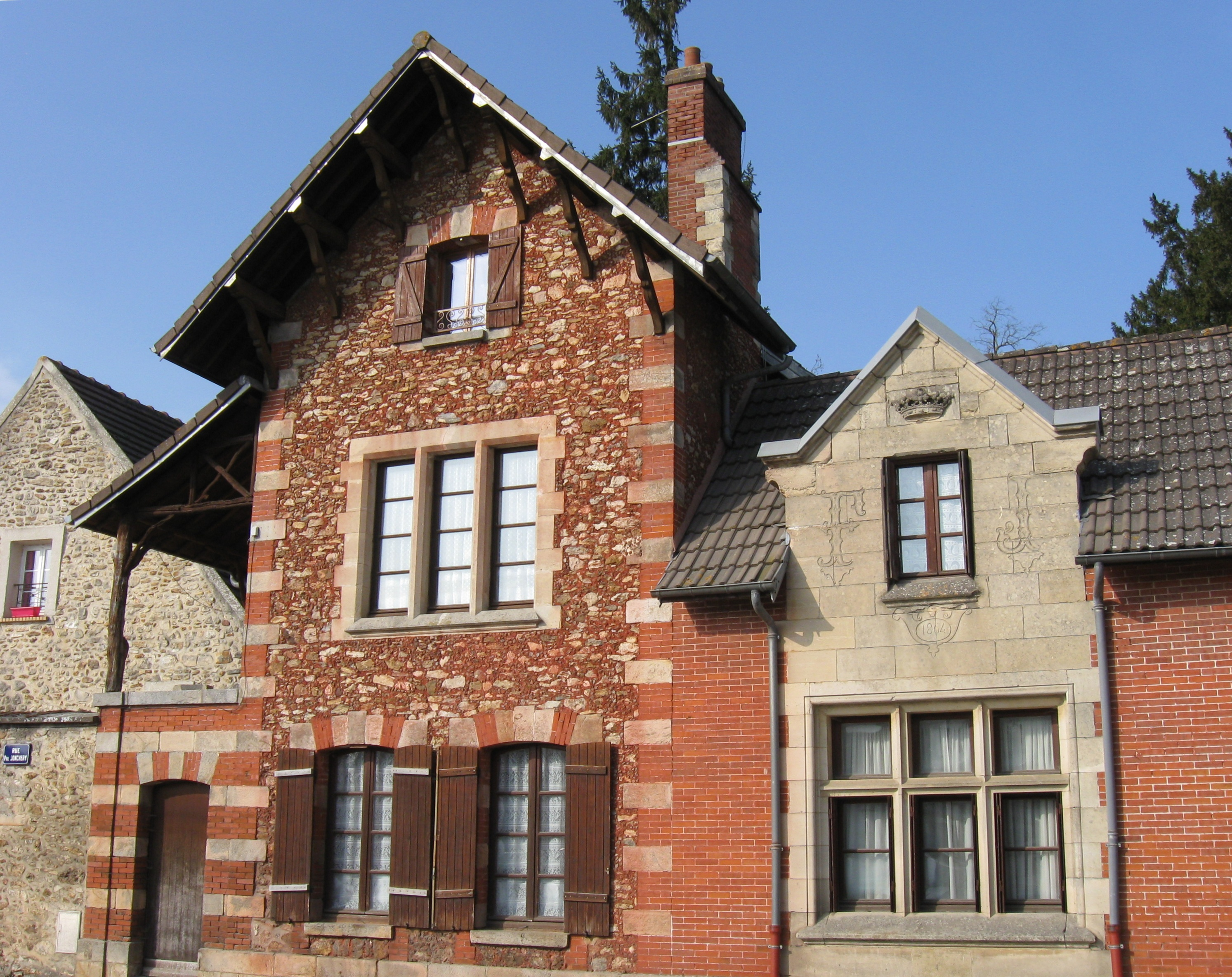
Le pavillon de garde de l'ancien château.

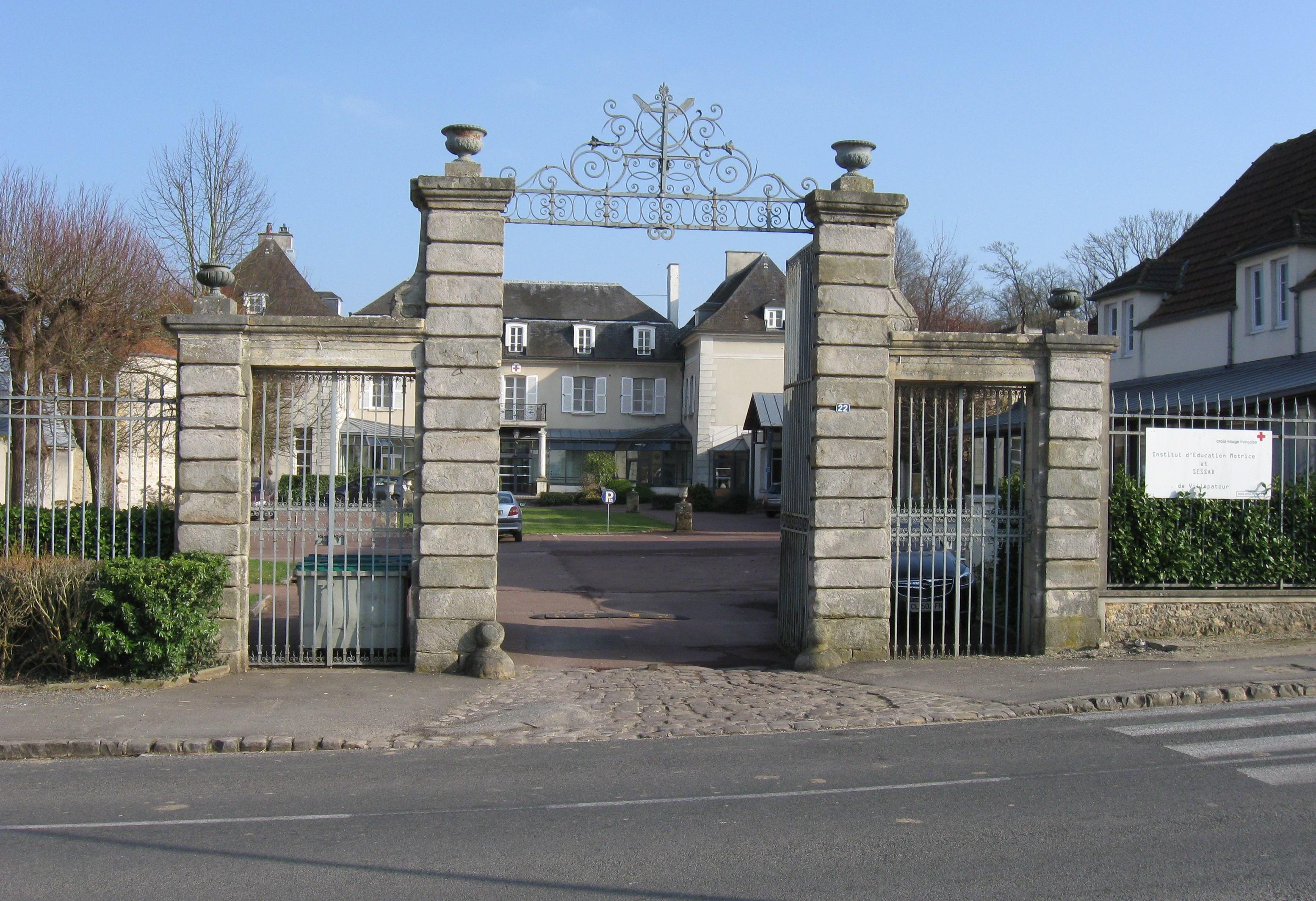
Le château de Villepatour.

### Lieux et monuments
- Église Notre-Dame-de-l'Assomption datée du XIIe siècle pour les parties les plus anciennes non remaniées, avec un clocher en grès de 45 m de haut construit aux XIVe et XVe siècles par Quentin le charpentier, curé de la paroisse.

Les vitraux, dont l'état nécessite une réhabilitation, datent de 1855.
- Château au centre de Presles, détruit en 1959 car en ruine. Des vestiges trônent encore au sein du lotissement construit en lieu et place, notamment un bassin avec des colonnes, et une maison de gardiennage à l'entrée de l'ancien domaine.
- Château à Villepatour (aujourd'hui centre de la Croix-Rouge française).

### Personnalités liées à la commune
- François de Jaucourt (né en 1757, mort à Presle en 1852), militaire et homme politique français des XVIIIe et XIXe siècles.
- Alain Grimfeld : médecin pédiatre français et président du Comité consultatif national d'éthique de 2008 à 2012 réside dans la commune.
- Maurice André (1933-2012) : célèbre trompettiste a vécu de nombreuses années à Presles-en-Brie. Le groupe scolaire de la commune porte son nom.
- Laurence Boccolini : animatrice de radio et de télévision française[pourquoi ?].

### Associations culturelles
- Association de l'École de peinture et dessin[68].
- Le point d'Orgue : Ecole de musique et de chant[69].
- École de couture